# Прва Београдска лига у фудбалу — група Ц
Прва београдска лига група Ц је једна од 31 Окружне лиге у фудбалу. Окружне лиге су пети ниво лигашких фудбалских такмичења у Србији. Виши степен такмичења је Београдска зона, a нижи Општинска лига Сопот,Општинска лига Младеновац и Општинска лига Гроцка. Лига је основана 2013. године, а у у првој сезони је бројала 14 клубова. Лига тренутно броји 13 клубова.

## Победници свих првенстава
| Сезона   | Бр. клуб. | Првак                  | Бодови | Другопласирани              | Бодови |
| 2013/14. | 14        | Болеч, Болеч           | 64     | Дунавац, Гроцка             | 45     |
| 2014/15. | 14        | Торлак, Торлак         | 62     | Село Младеновац, Младеновац | 48     |
| 2015/16. | 14        | Авала 1939, Бели Поток | 56     | Младеновац, Младеновац      | 54     |
| 2016/17. | 14        | Лештане, Лештане       | 67     | Болеч, Болеч                | 63     |
| 2017/18. | 12        | Младеновац, Младеновац | 54     | Болеч, Болеч                | 53     |
| 2018/19. | 13        | Врчин,Врчин            | 68     | Винча,Винча                 | 62     |
| 2019/20. | 12        | Винча,Винча            | 31     | Космај,Раља                 | 28     |
| 2020/21. | 13        | ФК Зуце 2019,Вождовац  | 67     | Дунавац,Гроцка              | 65     |

## Клубови у сезони 2018/19
| Клуб            | Место           | Општина                    |
| --------------- | --------------- | -------------------------- |
| Болеч           | Болеч           | Градска општина Гроцка     |
| Велика Крсна    | Велика Крсна    | Градска општина Младеновац |
| Винча           | Винча           | Градска општина Гроцка     |
| Врчин           | Врчин           | Градска општина Гроцка     |
| Дунавац         | Гроцка          | Градска општина Гроцка     |
| Ковачевац       | Ковачевац       | Градска општина Младеновац |
| Космајац        | Кораћица        | Градска општина Младеновац |
| Космај          | Раља            | Градска општина Сопот      |
| Пударци         | Пударци         | Градска општина Гроцка     |
| Рабровац        | Рабровац        | Градска општина Младеновац |
| Ропочево        | Ропочево        | Градска општина Сопот      |
| Село Младеновац | Село Младеновац | Градска општина Младеновац |
| Шумадија        | Јагњило         | Градска општина Младеновац |